# Lotus Air
Lotus Air war eine private ägyptische Charterfluggesellschaft mit Sitz in Kairo. 

## Geschichte
Lotus Air wurde im Jahr 1997 durch die Al-Fawares Holding Company gegründet und nahm ein Jahr später den Flugbetrieb auf. Sie war eine der ersten privaten Fluggesellschaften in Nordafrika und Nahost sowie die erste ägyptische Airline, die die Richtlinien der EASA- und IOSA-Zertifizierungen erfüllen konnte. 2011 stellte sie den Betrieb ein.

## Flugziele
Lotus Air führte von Ägypten aus hauptsächlich Charterflüge zu europäischen Zielen durch. Zudem wurden die Flugzeuge auch inklusive Personal und weiteren Dienstleistungen verleast.

## Flotte
Die Flotte der Lotus Air bestand mit Stand Juni 2010 aus vier Flugzeugen mit einem Durchschnittsalter von 12,9 Jahren:
- 4 Airbus A320-200 mit je 180 Sitzplätzen